# Loi de Bernoulli
Pour les articles homonymes, voir Théorème de Bernoulli.
La loi de Bernoulli, du nom du mathématicien suisse Jacques Bernoulli, désigne en théorie des probabilités la loi de probabilité d'une variable aléatoire discrète qui prend la valeur 1 (représentant la réalisation du succès de l'événement) avec la probabilité p, et 0 (respectivement la réalisation de l'échec) avec la probabilité q = 1 – p.

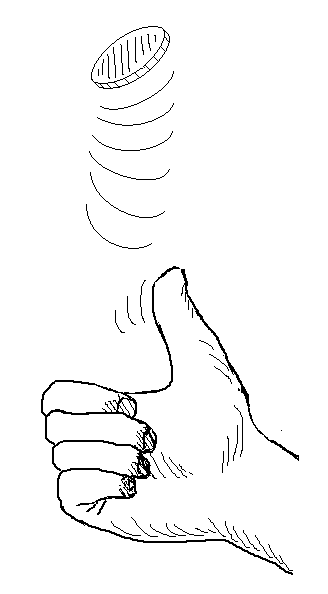
La variable aléatoire associée au résultat obtenu au cours d'une partie de pile ou face suit une loi de Bernoulli de paramètre 0,5.

## Définition
Une variable aléatoire suivant la loi de Bernoulli est appelée variable de Bernoulli.
Une variable aléatoire X suit la loi de Bernoulli de paramètre p si les seules valeurs prises par X sont 0 ou 1, avec p la probabilité que X prenne pour valeur 1, et q = 1 – p la probabilité qu'elle prenne pour valeur 0 (avec p et q non nuls),.
De manière formelle :
{\displaystyle X\thicksim {\mathcal {B}}(p)\Longleftrightarrow \mathbb {P} (X=k)=\left\{{\begin{array}{ll}p&\quad {\mbox{si }}k=1,\\1-p&\quad {\mbox{si }}k=0,\\0&\quad {\mbox{sinon}}\end{array}}\right.}
ou, de manière équivalente,

## Propriétés

### Généralités
L'espérance mathématique d'une variable aléatoire de Bernoulli vaut p et la variance vaut p(1 – p). Le support d'une telle variable est : {\displaystyle X(\Omega )=\{0,1\}}.
Le kurtosis tend vers l'infini pour des valeurs hautes et basses de p, mais pour p = 1/2 la distribution de Bernoulli a un kurtosis plus bas que toute autre distribution, c’est-à-dire 1.
Plus généralement, toute application mesurable à valeur dans {0,1} est une variable de Bernoulli. Autrement dit, toute fonction indicatrice d'un évènement suit une loi de Bernoulli.
Réciproquement, pour toute variable de Bernoulli X définie sur (Ω, A, P), on peut trouver un ensemble mesurable B tel que X et la fonction indicatrice de B soient presque sûrement égales : toute variable de Bernoulli est presque sûrement égale à une fonction indicatrice.

### Moments

#### Moments ordinaires et variance
Le premier moment ordinaire, soit l'espérance, d'une loi de Bernoulli se calcule comme suit :
{\displaystyle {\begin{aligned}\mathbb {E} (X)&=\sum _{k=0}^{1}kP(X=k)\\&=0\times P(X=0)+1\times P(X=1)\\&=p\\\end{aligned}}}
De même, pour tout entier naturel non nul n, le moment ordinaire d'ordre n d'une loi de Bernoulli est donné par :
{\displaystyle \mathbb {E} (X^{n})=p}
Les moments d'ordre 1 et 2 permettent ainsi de retrouver la variance d'une loi de Bernoulli. Par théorème de König-Huygens :
{\displaystyle {\begin{aligned}{\text{V}}(X)&=\mathbb {E} (X^{2})-(\mathbb {E} (X))^{2}\\&=p-p^{2}\\&=p(1-p)\\\end{aligned}}}

#### Moments centrés
Les trois premiers moments centrés d'une loi de Bernoulli sont donnés par :
{\displaystyle {\begin{array}{lll}\mathbb {E} [(X-p)^{2}]&=&p(1-p)\\\mathbb {E} [(X-p)^{3}]&=&p(1-p)(1-2p)\\\mathbb {E} [(X-p)^{4}]&=&p(1-p)(3p^{2}-3p+1)\\\end{array}}}

#### Fonction génératrice des probabilités
La fonction génératrice des probabilités d'une loi de Bernoulli est :
{\displaystyle G_{X}(t)=\mathbb {E} (t^{X})=pt+1-p.}

#### Fonction génératrice des moments
La fonction génératrice des moments d'une loi de Bernoulli est donné par :
{\displaystyle \mathbb {E} (e^{tX})=pe^{t}+1-p}

## Distributions liées

### Loi binomiale
Si X1, X2, … , Xn sont des variables aléatoires de Bernoulli de probabilité p et indépendantes, alors leur somme {\displaystyle N} est une variable aléatoire, qui suit une loi binomiale de paramètres (n, p) :
En particulier, une variable aléatoire de Bernoulli de paramètre p suit une loi binomiale {\displaystyle {\mathcal {B}}(1,p)}.
Par indépendance des variables aléatoires Xk, cette relation avec la loi de Bernoulli permet d'aisément trouver l'espérance et la variance d'une variable aléatoire suivant une loi binomiale : 
Son espérance est donnée par : {\displaystyle \mathbb {E} (N)=\mathbb {E} (\sum _{k=1}^{n}X_{k})=\sum _{k=1}^{n}\mathbb {E} (X_{k})=\sum _{k=1}^{n}p=np} ; 
et sa variance par : {\displaystyle {\text{V}}(N)={\text{V}}(\sum _{k=1}^{n}X_{k})=\sum _{k=1}^{n}{\text{V}}(X_{k})=\sum _{k=1}^{n}p(1-p)=np(1-p)}.

### Loi de Poisson
Soit X1, n, X2, n, … , Xan, n un tableau de variables aléatoires de Bernoulli indépendantes, avec paramètres respectifs pk, n. On note
{\displaystyle S_{n}=\sum _{k=1}^{a_{n}}\,X_{k,n}\quad {\text{et}}\quad \lambda _{n}\ =\ \mathbb {E} [S_{n}]=\sum _{k=1}^{a_{n}}\,p_{k,n}\ }
Inégalité de Le Cam — Pour tout ensemble A  d'entiers naturels,
En particulier, si les deux conditions suivantes sont réunies :
- {\displaystyle \lim _{n}\lambda _{n}\,=\,\lambda >0,\ }
- {\displaystyle \lim _{n}\sum _{k=1}^{a_{n}}\,p_{k,n}^{2}\,=\,0,\ }

alors Sn converge en loi vers la loi de Poisson de paramètre λ.
Les deux conditions ci-dessus entrainent que
- {\displaystyle \lim _{n}\max _{1\leq k\leq a_{n}}\,p_{k,n}\,=\,0,\ }
- {\displaystyle \lim _{n}a_{n}\,=\,+\infty .\ }

Conséquence : paradigme de Poisson —  La somme Sn d'un grand nombre de variables de Bernoulli indépendantes de petit paramètre suit approximativement la loi de Poisson de paramètre {\displaystyle \mathbb {E} [S_{n}].\ }
La loi de Poisson intervient souvent lorsqu'on compte des événements rares comme les suicides d'enfants, les arrivées de bateaux dans un port ou les accidents dus aux coups de pied de cheval dans les armées (étude de Ladislaus Bortkiewicz). Le décompte des événements rares se fait souvent au travers d'une somme de variables de Bernoulli, et la rareté des événements se traduit par le fait que les paramètres de ces variables de Bernoulli sont petits (ainsi, la probabilité que chaque événement survienne est faible).
- Un cas particulier célèbre du paradigme de Poisson est la convergence de la loi binomiale de paramètres n et λ/n vers la loi de Poisson de paramètre λ, qui correspond, dans l'inégalité de Le Cam, aux choix  an = n, pk,n = λ/n, λn = λ.
- Ce paradigme reste pertinent, dans certaines conditions, si l'on relaxe l'hypothèse d'indépendance[11].
  - Un exemple frappant est le nombre de points fixes d'une permutation tirée au hasard.
  - Un autre exemple est le nombre de points isolés du graphe aléatoire, dont la convergence vers la loi de Poisson a permis à Erdös et Rényi de démontrer, en 1960, le théorème double-exponentiel.
- Le cas particulier an = n, pk,n = λ/n, λn = λ de l'inégalité de Le Cam précise la rapidité de convergence de la loi binomiale de paramètres n et λ/n vers la loi de Poisson de paramètre λ : l'inégalité de Le Cam fournit alors une majoration de l'erreur par λ2/n.

## Simulation
Un algorithme simple pour simuler la loi de Bernoulli consiste à utiliser le théorème suivant :
Théorème — Si {\displaystyle U\thicksim {\mathcal {U}}([0,1])}, alors {\displaystyle \mathbf {1} _{\{U<p\}}} est une variable aléatoire de Bernoulli de paramètre p.
où {\displaystyle {\mathcal {U}}([0,1])} est une loi uniforme continue de paramètre {\displaystyle [0,1]} et {\displaystyle \mathbf {1} } est la fonction indicatrice.
L'algorithme peut ainsi se simplifier en :
- on tire u selon un tirage aléatoire uniforme sur {\displaystyle [0,1]}
- si u<p
  - on renvoie 1
- sinon
  - on renvoie 0

## Applications au comptage
Écrire une variable aléatoire N, comptant un nombre d'événements dans une situation donnée, comme la somme d'une famille de variables de Bernoulli, permet souvent de calculer simplement l'espérance de N, comme étant la somme des paramètres de ces variables de Bernoulli :
On utilise le fait que, pour une variable de Bernoulli, le paramètre p est à la fois l'espérance et la probabilité de la valeur 1 :
Cette méthode simplifie aussi le calcul de la variance de N, dans certains cas :
et, lorsque I est ordonné, grâce à la propriété de symétrie de la covariance,
On trouvera ci-dessous quelques exemples, parmi les plus représentatifs, de cette méthode de comptage très répandue.

### Sondage
On compte là, par exemple, le nombre N de réponses « oui » dans un échantillon de population, lors d'un sondage, afin d'en déduire la proportion de « oui ». On effectue une série de n tirages au hasard dans une population. On pose la même question à chacun des n individus tirés au hasard. Le but est d'estimer la proportion p d'individus de la population totale qui auraient répondu « oui » (si on leur avait posé la question) à l'aide du nombre N d'individus qui ont effectivement répondu « oui » parmi les n individus interrogés. On remarque que N peut s'écrire
où X1  , X2  , ..., Xn  sont définies par
i.e. Xk vaut 1 ou 0 selon que la réponse du k-ième individu est « oui » ou « non ». Étant une fonction indicatrice, Xk est donc une variable de Bernoulli. Son paramètre est « la probabilité de répondre « oui » », à savoir la proportion de « oui » dans la population totale, c'est-à-dire p. On a donc
D'où l'idée, proposée par Bernoulli dans son ouvrage fondateur Ars Conjectandi, d'estimer cette proportion p a priori inconnue à l'aide de la proportion N/n de « oui » dans l'échantillon, qui est, elle, connue. Dans le but de déterminer la précision de cette estimation, Bernoulli a proposé dans le même ouvrage les premières inégalités de concentration (pour la loi binomiale). Une approche plus simple (mais produisant des inégalités de concentration plus grossières) que celle de Bernoulli, serait de calculer la variance de N, dans l'idée d'appliquer l'inégalité de Bienaymé-Tchebychev. À ce stade, il est nécessaire de préciser
- si les tirages ont eu lieu avec remise (i.e. il est possible que la même personne soit interrogée plusieurs fois), ce qui implique l'indépendance des Xk, et donne

Dans le cas « avec remise », N suit la loi binomiale.
- si les tirages ont eu lieu sans remise (i.e. en évitant d'interroger 2 fois la même personne), auquel cas les Xk ne sont pas indépendants. Alors

En ce cas N suit la loi hypergéométrique, et les calculs requièrent de connaître la taille totale de la population, qu'on notera T dans la suite. On a
En effet la variable Z = XiXj vaut 0 ou 1, et est donc une variable de Bernoulli. Pour i < j, on a alors
puis, à l'aide des propriétés de la variance,
Dans les deux cas considérés ci-dessus, la loi de N est connue explicitement. Cependant, le calcul de l'espérance de N utilisant la décomposition de N en somme de variables de Bernoulli, présenté ci-dessus, est plus simple que le calcul de l'espérance de N utilisant le théorème de transfert :
La même remarque vaut pour le calcul de la variance.

### Fonction de répartition empirique
On compte là le nombre N d'éléments inférieurs au nombre réel x dans un échantillon de nombres aléatoires, afin d'en déduire la proportion de tels nombres, qui est appelée fonction de répartition empirique. En statistiques, la fonction de répartition empirique associée à un n-échantillon est la fonction de répartition de la loi de probabilité qui attribue la probabilité 1/n à chacun des n nombres de cet échantillon.
Soit {\displaystyle \ X_{1},X_{2},\,\dots \,,X_{n}\ } un échantillon de variables i.i.d. à valeurs dans {\displaystyle \ \mathbb {R} \ } ayant pour fonction de répartition commune F(x) : la fonction de répartition empirique
{\displaystyle \ F_{n}(x)\ } associée à l'échantillon {\displaystyle \ X_{1},X_{2},\,\dots \,,X_{n}\ } est une fonction en escalier définie par
Pour un x fixé, la variable {\displaystyle \mathbf {1} _{X_{i}\leq x}\ } est une variable de Bernoulli, de paramètre p = F(x). Par conséquent, la variable {\displaystyle \ N=nF_{n}(x)\ } est distribuée selon une loi binomiale, avec pour moyenne nF(x) et pour variance nF(x)(1 − F(x)).
Pour divers sens du mot « convergence », la fonction de répartition empirique converge vers la fonction de répartition F des {\displaystyle \ X_{i},\ } lorsque la taille de l'échantillon augmente. Par exemple, en vertu du calcul de la variance de Fn (x), on a, pour tout x réel,
ce qui démontre la convergence de Fn (x) vers F(x), dans L2 .

### Récurrence et transience d'une chaîne de Markov
Le temps de séjour (ou nombre de passages) d'une chaîne de Markov {\displaystyle X=(X_{n})_{n\geq 0}\quad } en un état {\displaystyle i} est une variable aléatoire {\displaystyle S(i)} à valeurs dans {\displaystyle {\overline {\mathbb {N} }}=\mathbb {N} \cup \{+\infty \}}, définie par
L'état {\displaystyle i} est dit transitoire ou récurrent, suivant que {\displaystyle \mathbb {P} _{i}\left(S(i)=+\infty \right)} vaut 0 ou 1, ou encore suivant que le temps de séjour moyen en i, partant de i, {\displaystyle \mathbb {E} _{i}\left[S(i)\right]}, est fini ou infini. Comme {\displaystyle S(i)} est une somme (infinie) de variables de Bernoulli, discuter ce dernier point revient à discuter la convergence de la série
où {\displaystyle p_{i,i}^{(k)}} est le paramètre de la variable de Bernoulli concernée, i.e.
lequel paramètre {\displaystyle p_{i,i}^{(k)}} étant par ailleurs un terme diagonal de la puissance k-ième de la matrice de transition de la chaîne de Markov considérée.

### Problèmes d'allocation: boîtes et boules
On compte ici le nombre N de boîtes vides, dans une expérience aléatoire faisant intervenir boîtes et boules, avec de nombreuses interprétations. On jette m boules au hasard dans n boîtes, expérience probabiliste dont un événement élémentaire ω est une application de {\textstyle B=[\![1,m]\!]\ } dans {\textstyle A=[\![1,n]\!]\ } : ω(k) est le numéro de la boîte dans laquelle est rangée la boule numéro k. Ainsi les ω(k) sont des variables aléatoires indépendantes et uniformes sur A. L'application N, qui à une distribution ω de m boules dans n boîtes associe le nombre N(ω) de boîtes vides à la fin de cette distribution ω, peut être vue comme une somme de variables aléatoires de Bernoulli : en effet,
où X1, X2,…, Xn sont définies par
i.e. Xk vaut 1 ou 0 selon que la k-ième boîte est vide ou pas à la fin de la distribution ω. Étant une fonction indicatrice d'événement, Xk est donc une variable de Bernoulli. Son paramètre est « la probabilité d'être vide », i.e. la probabilité que chacune des m boules ait évité la boîte no k. Chacune des m boules ayant une probabilité 1/n de tomber dans la boîte n°k, et les allocations des m boules étant indépendantes, on obtient
puis
Grâce à cette décomposition en somme de variables de Bernoulli, on peut obtenir une inégalité de concentration précise pour N, en appliquant l'inégalité d'Azuma. Cette inégalité de concentration permet de justifier une méthode statistique de comptage approximatif basée sur la statistique N, et pouvant servir, par exemple, à déceler une attaque de virus informatique.
Remarque : La loi de probabilité de N s'exprime explicitement en termes des nombres de Stirling de seconde espèce, mais les expressions obtenues sont peu propices au calcul numérique, d'où la nécessité d'une approximation via l'inégalité d'Azuma.

### Points fixes d'une permutation tirée au hasard
On jette n boules numérotées au hasard dans n boites numérotées, chacune de ces boites contenant au plus une boule, expérience probabiliste dont un événement élémentaire {\displaystyle \omega } est une permutation des éléments de {\displaystyle [\![1,n]\!]} : {\displaystyle \omega (k)} est, là encore, le numéro de la boite dans laquelle est rangée la boule numéro k. On suppose que les différentes distributions (permutations) possibles sont équiprobables. L'application N, qui à une distribution {\displaystyle \omega } de n boules dans n boites associe le nombre {\displaystyle N(\omega )} de boules portant le même numéro que la boite dans laquelle elles sont rangées à la fin de cette distribution {\displaystyle \omega } peut être vue comme une somme de variables de Bernoulli : en effet,
où X1, X2, … , Xn sont définies par
c.-à-d. Xk vaut 1 ou 0 selon que la k-ième boite contient la k-ième boule ou pas. Étant une fonction indicatrice d'événement, Xk est donc une variable de Bernoulli. Son paramètre est 1/n. On obtient que

En suivant une démarche analogue à celle suivie pour un sondage (cas sans remise), on trouve que 
Le principe d'inclusion-exclusion permet de calculer exactement la loi de N, et de constater que cette loi converge, lorsque n tend vers l'infini, vers la loi de Poisson de paramètre 1 (qui, incidemment, a 1 pour espérance, et a aussi 1 pour variance). Cet exemple est représentatif : en général, la loi de Poisson de paramètre {\displaystyle \mathbb {E} [N]} est une bonne approximation de la loi de la somme N d'un grand nombre de variables de Bernoulli de petit paramètre et peu corrélées. Là encore, un avantage de l'écriture de N comme somme de variables de Bernoulli est de permettre un calcul de l'espérance et de la variance de N plus rapide qu'à partir de l'expression explicite de la loi de N.

### Nombre d'occurrences d'un mot dans un texte (paradoxe du singe dactylographe)
On considère un texte ω = ω1ω2ω3…ωm constitué de m caractères d'imprimerie, notés ωi, 1 ≤ i ≤ m, lesquels caractères d'imprimerie sont tous tirés au hasard, avec remise, d'un sac contenant exactement une fois chaque caractère d'imprimerie. On note {\textstyle {\mathcal {A}}} l'ensemble des caractères d'imprimerie, n le cardinal de {\textstyle {\mathcal {A}}}. Soit une suite a = a1a2a3…ar de caractères de {\textstyle {\mathcal {A}}}, par exemple un mot, comme Wikipédia (r = 9 dans ce cas particulier). L'application N, qui à un texte ω associe le nombre N(ω) d'occurrences de la suite a dans le texte ω peut être vue comme une somme de variables de Bernoulli : en effet,
où X1, X2, … , Xm–r+1 sont définies par
i.e. Xk vaut 1 ou 0 suivant que la suite a apparaît dans le texte ω, juste après le (k – 1)-ième caractère de ce texte ω, ou pas. Étant une fonction indicatrice d'événement, Xk est donc une variable de Bernoulli. Son paramètre est
Ainsi
L'intuition est alors qu'il faut un texte ω de longueur au moins m = nr pour que l'événement {\textstyle \{N\geq 1\}\ } (autrement dit l'événement « le mot a apparaît au moins une fois dans le texte ω ») devienne probable. En effet, l'inégalité de Markov entraîne que
Le paradoxe du singe dactylographe, popularisé par Émile Borel, exploite les propriétés de N lorsque la longueur r de la séquence de caractères a est très grande. Dans l'exemple donné par Émile Borel, la séquence a est un texte classique de la littérature française, par exemple le texte intégral de La Comédie humaine. La même démarche conduit le même Émile Borel à démontrer le théorème du nombre normal.
L'analyse statistique des suites de caractères tirés au hasard indépendamment, ou tirés au hasard suivant des modèles plus sophistiqués, a de nombreuses applications, comme l'analyse des performances de différentes méthodes de compression de données, ou encore l'étude du génome, et est à l'origine de la formalisation, par Andreï Markov, de la notion de chaîne de Markov.

### Nombre de records et nombre de cycles des permutations
Définition — Dans une suite u = (uk)1≤k≤n, il y a record vers le bas (resp. vers le haut) au rang k si uk  est strictement plus petit (resp. strictement plus grand) que chaque terme ui tel que i < k, c'est-à-dire strictement plus petit (resp. strictement plus grand) que chacun des termes qui le précèdent.
Exemple. Les records vers le bas de la suite ω ci-dessous sont en gras et soulignés :
Soit B(k) (resp. H(k)) l'événement « il y a record vers le bas (resp. vers le haut) au rang k ». Autrement dit, B(k) est l'ensemble des permutations ω de {\textstyle {\mathfrak {S}}_{n}\ } pour lesquelles la suite (ω(1), ω(2), ω(3), ..., ω(n)) présente un record vers le bas au rang k. Ainsi le nombre Nb(ω) (resp. Nh(ω)) de records vers le bas (resp. vers le haut) de la permutation ω s'écrit comme une somme de variables de Bernoulli :
En vertu des propriétés statistiques du code de Lehmer, ces variables de Bernoulli ont pour paramètres respectifs 1/k :
Ainsi
où Hn désigne le n-ième nombre harmonique. Comme, toujours en vertu des propriétés statistiques du code de Lehmer, les variables de Bernoulli concernées sont indépendantes, on a également
où Hn(2) est le nombre harmonique défini par
et converge vers ζ(2), i.e. vers π2/6.
La correspondance fondamentale de Foata permet de montrer que les deux applications suivantes :
- le nombre Nb(ω) de records d'une permutation ω tirée au hasard,
- le nombre C(ω) de cycles de la décomposition d'une permutation ω tirée au hasard,

sont deux variables aléatoires ayant même loi de probabilité. Cette loi de probabilité s'exprime en termes des nombres de Stirling de première espèce, notés {\textstyle \left[{\begin{matrix}n\\k\end{matrix}}\right]\ } :
ce qui donne une formule exacte, mais peu explicite, pour {\textstyle \ \mathbb {P} \left(\left|N_{b}-\ln(n)\right|\leq a{\sqrt {\ln(n)}}\right),\ } formule exacte dont il est alors difficile de déduire un calcul effectif de la probabilité en question.
En revanche, l'écriture de Nb comme somme de variables de Bernoulli permet d'appliquer à Nb  le théorème central limite. Ainsi, on constate que le nombre de cycles d'une permutation tirée au hasard, comme son nombre de records, sont très concentrés autour leur espérance, qui vaut approximativement ln n. Plus précisément :
pour a = 3,3.

### Coût moyen de l'algorithme de tri rapide
L'algorithme de tri rapide, également appelé Quicksort, est un des algorithmes les plus utilisés pour ranger, dans l'ordre croissant, une liste désordonnée x = (x1, x2, x3, … , xn) de n articles, à l'aide d'un petit nombre de comparaisons deux à deux. En effet, Quicksort est réputé à la fois simple et efficace. Quicksort se déroule de la manière suivante :
- on compare x1 avec chacun des éléments de la liste (x2, x3, … , xn), ce qui permet de constituer 2 sous-listes, la liste des ω1 – 1 éléments plus petits (resp. des n – ω1 éléments plus grands) que x1. Cela fournit le rang ω1 que x1 occupera dans la liste une fois que celle-ci sera bien rangée.
- on compare x2 avec chacun des éléments de sa sous-liste, ce qui permet de trouver le rang de x2 dans cette sous-liste, et finalement le rang ω2 que x2 occupera dans la liste complète une fois que celle-ci sera bien rangée. Par ailleurs cela scinde une des deux sous-listes constituées à l'étape précédente en deux, constituant ainsi 3 sous-listes, dont certaines, éventuellement, peuvent être vides (si x1 ou x2 sont des éléments extrémaux de leur (sous-)liste).
- on compare x3, etc.

Une mise en œuvre concrète de cet algorithme abstrait est décrite par Donald Knuth dans The Art of Computer Programming.
La performance de Quicksort, dans le pire des cas (pire des cas qui correspond à une liste déjà bien rangée, dans l'ordre croissant ou décroissant), est de l'ordre de n2 comparaisons deux à deux. Pour cette raison, une liste constituée de concaténations de listes bien rangées (configuration fréquente en pratique) coûtera cher à ranger, en nombre de comparaisons effectuées. Le remède souvent adopté pour pallier cette faiblesse de Quicksort est de désordonner artificiellement la liste avant de la traiter : on note ω = (ω(1), ω(2), ω(3), … , ω(n)) les rangs respectifs des éléments (x1, x2, x3, … , xn) de la liste désordonnée au préalable, une fois que ces éléments sont rangés en une liste croissante (y1 < y2 < y3 < … < yn), de sorte que xi = yω(i). On suppose donc que la liste a été prétraitée de sorte que ω soit une permutation tirée au hasard avec équiprobabilité parmi les n! permutations possibles. On note N(ω) le nombre de comparaisons effectuées par l'algorithme. Alors
où A(i,j) est l'événement « yi et yj sont comparés une fois au cours de l'algorithme ». En découle une analyse élémentaire du coût moyen de Quicksort, plus simple que la méthode classique utilisant une formule de récurrence et un calcul de fonction génératrice.
Proposition — On a
et
Ainsi la randomisation de la liste fournie en entrée permet de diminuer le coût de l'algorithme, de n2 à 2n ln(n). Une analyse plus poussée permet de démontrer que N est très concentré autour de sa moyenne 2n ln(n). Plus précisément, la variance de N est asymptotiquement (7 – (2π2/3)) n2, d'où on déduit que l'écart-type de N est de l'ordre de n, c'est-à-dire négligeable devant l'espérance de N. Notons que le coût (coût moyen ou coût dans le pire des cas) de n'importe quel algorithme de tri utilisant des comparaisons 2 à 2 est minoré par ln(n!)/ln(2) qui, d'après la formule de Stirling, vaut approximativement 1,4n ln(n).